# Abucea, Hunedoara
Abucea este un sat în comuna Dobra din județul Hunedoara, Transilvania, România.

## Lăcașuri de cult

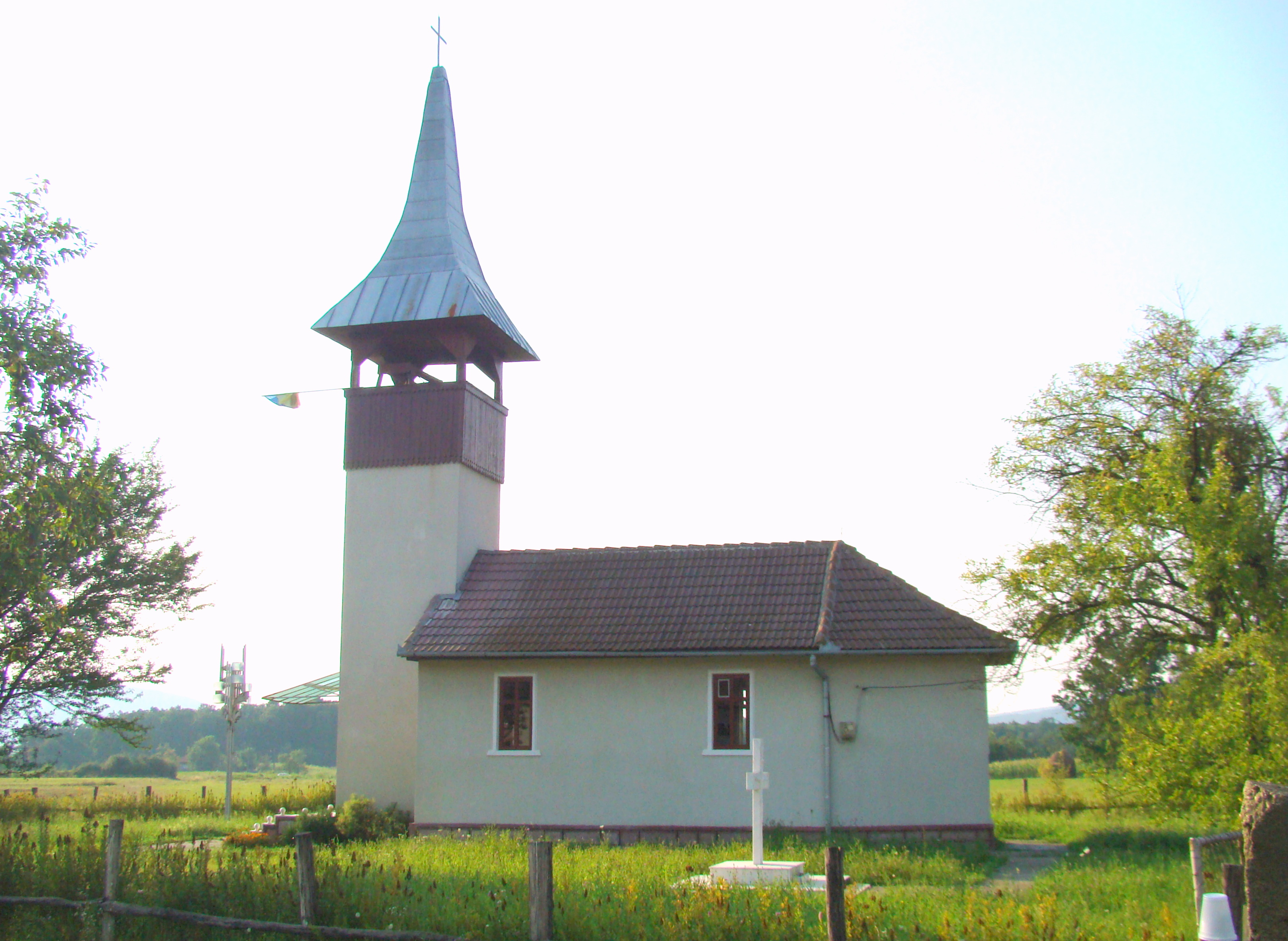
Biserica de zid „Sfântul Prooroc Ilie Tesviteanul”

Biserica de zid din Abucea, sat situat în extremitatea vestică a comunei Dobra, a fost construită între anii 1997 și 1999, în timpul păstoririi preotului Dumitru Diniș; târnosirea s-a făcut în 1999. Este un edificiu de plan dreptunghiular, cu absida pentagonală nedecroșată, acoperit cu țiglă. Turnul-clopotniță zvelt, de deasupra unicei intrări apusene, este prevăzut cu un foișor deschis, supraînălțat printr-o fleșă ascuțită, învelită în tablă. Închinat „Sfântului Prooroc Ilie Tesviteanul”, lăcașul deține la interior o bogată zestre iconografică, executată în anul 1999 de pictorul Gheorghe Chemeciu din Șoimuș. Înaintașa sa, păstrată în vatra veche a localității, este o bisericuță de lemn din secolul al XVII-lea.

## Monumente istorice
- Biserica de lemn „Pogorârea Sfântului Duh”

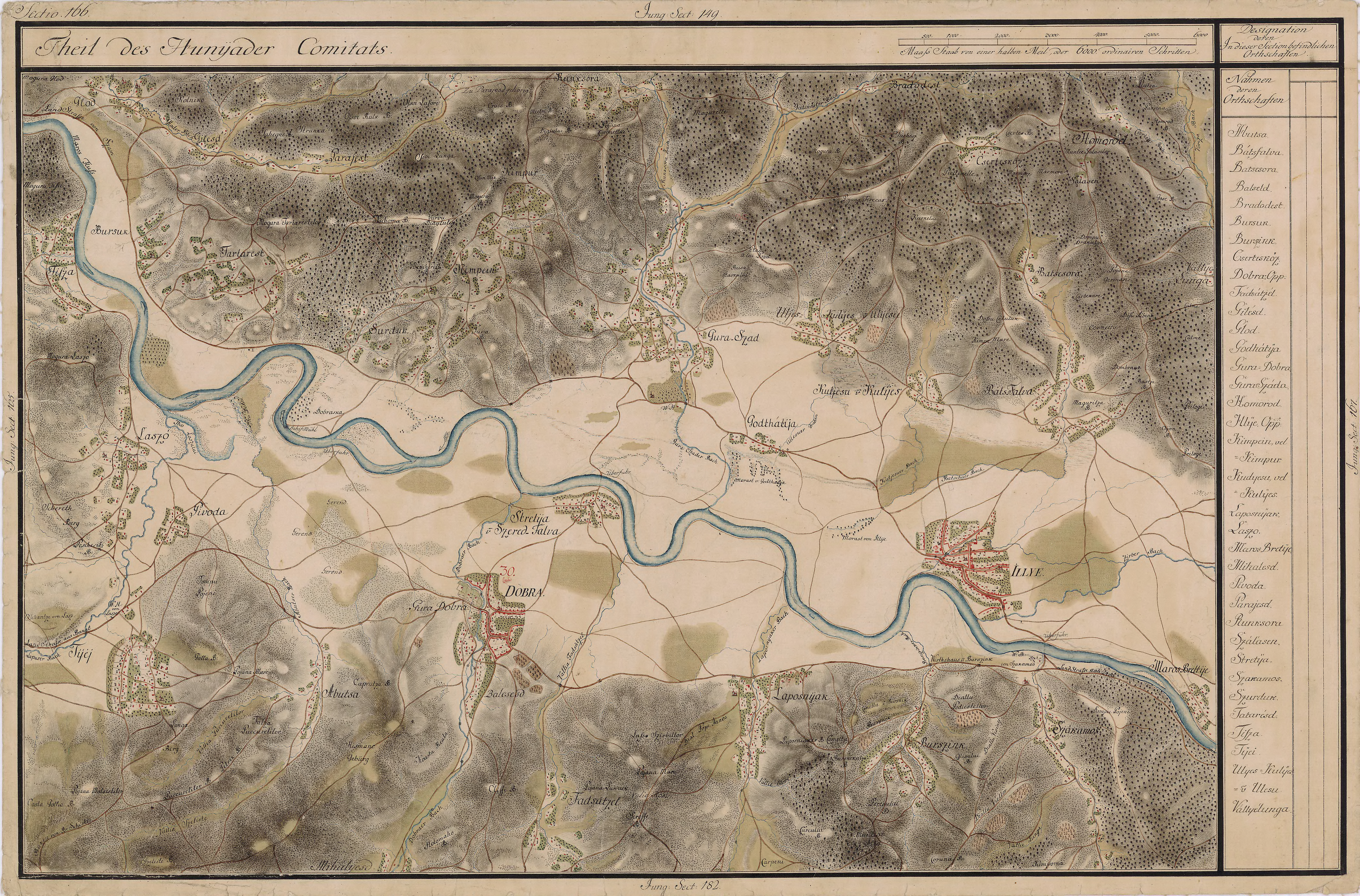
Abucea în Harta Iosefină a Transilvaniei, 1769-1773